# Caruru
Caruru ist ein brasilianisches Gericht, das hauptsächlich aus Okra, Zwiebeln, Garnelen, Palmöl und gerösteten Nüssen (Erdnüsse und/oder Cashewnüsse) besteht. Es ist ein beliebtes Gericht, insbesondere in Nordost-Brasilien, und hat afrikanische Wurzeln, möglicherweise in der nigerianischen Okra-Suppe. Caruru wird oft als Beilage zu anderen Gerichten serviert, wie z. B. Acarajé, einem frittierten Bohnenkuchen, oder mit Fisch oder Garnelen.

## Zutaten
- Okra
- Zwiebeln
- Garnelen (frisch und/oder getrocknet)
- Palmöl (Dendê-Öl)
- Geröstete Nüsse (Erdnüsse und/oder Cashewnüsse)
- Optional: Koriander, Kokosmilch, Limettensaft

## Zubereitung
Die Zubereitung von Caruru variiert, aber im Allgemeinen werden die Zutaten gehackt oder zerkleinert und dann in Palmöl angebraten. Die Okra wird oft mit Limettensaft beträufelt, um Schleimbildung zu vermeiden. Anschließend werden die Garnelen, Nüsse und anderen Zutaten hinzugefügt und gekocht, bis die Okra weich ist.